# 1,2-Dimetylohydrazyna
1,2-Dimetylohydrazyna (SDMH) – organiczny związek chemiczny, dimetylowa pochodna hydrazyny, jeden z dwóch izomerów konstytucyjnych dimetylohydrazyny, w którym grupy metylowe położone są przy różnych atomach azotu.
Jest bezbarwną, ruchliwą, higroskopijną cieczą o gryzącym zapachu amoniaku. Miesza się z wodą, wydzielając przy tym dużo ciepła. Żółknie wystawiona na działanie powietrza.
Silny kancerogen, alkilujący DNA, używany w badaniach naukowych do indukowania nowotworów okrężnicy u zwierząt laboratoryjnych.